# Çağla Demir
Çağla Demir (Samsun, 15 luglio 1992) è un'attrice turca.

## Biografia
Nata nel 1992 a Samsun (Turchia), Çağla Demir dopo aver completato l'istruzione primaria, secondaria e superiore, ha deciso di iscriversi presso la facoltà di comunicazione dell'Università Başkent di Ankara, dove al termine degli studi ha conseguito la laurea. Dopo aver lavorato nel mondo della moda, ha deciso dedicarsi alla recitazione formandosi presso la Başşehir İletişim e la Tümay Özokur Atölyesi.
Nel 2014 e nel 2015 ha fatto la sua prima apparizione sul piccolo schermo con il ruolo di Ceren nella serie Medcezir. Dal 2015 al 2017 ha riscosso successo interpretando il personaggio di Banu Akmeriç nella serie Endless Love (Kara Sevda). Nel 2017 e nel 2018 ha vestito i panni di Ece Toprak nella serie Siyah İnci. Nel 2018 ha ricoperto il ruolo di Elif Ateş nella serie Kocaman Ailem, seguito nel 2019 dal ruolo di Defne Sezgin nella serie Elimi Bırakma.
Nel 2020 ha fatto il suo esordio al cinema con il ruolo di Gülcin nel film Bayi Toplantısı diretto da Bedran Güzel. L'anno successivo, nel 2021, ha interpretato il ruolo di Leyla nella serie Çukur e quello di Melisa Tahtaci nella serie Menajerimi Ara. Nel 2023 ha ottenuto il ruolo di Ela Özbay nella serie Segreti di famiglia (Yargı) e quello di Nilüfer nel film Kıyıda diretto da Büşra Bilginer.

## Filmografia

### Cinema
- Bayi Toplantısı, regia di Bedran Güzel (2020)
- Kıyıda, regia di Büşra Bilginer (2023)

### Televisione
- Medcezir – serie TV, 24 episodi (Star TV, 2014-2015)
- Endless Love (Kara Sevda) – serie TV, 74 episodi (Star TV, 2015-2017)
- Siyah İnci – serie TV, 20 episodi (Star TV, 2017-2018)
- Kocaman Ailem – serie TV, 8 episodi (ATV, 2018)
- Elimi Bırakma – serie TV, 9 episodi (TRT 1, 2019)
- Çukur – serie TV, 4 episodi (Show TV, 2021)
- Menajerimi Ara – serie TV, 1 episodio (Star TV, 2021)
- Segreti di famiglia (Yargı) – serie TV, 13 episodi (Kanal D, 2023)

## Doppiatrici italiane
Nelle versioni in italiano dei suoi film e delle sue serie TV, Çağla Demir è stata doppiata da:
- Ludovica Bebi[25] in Endless Love,[26] in Segreti di famiglia[27]